# 莎拉·劳伦斯学院
莎拉劳伦斯学院（Sarah Lawrence College）位于美国纽约州的扬克斯市，距离纽约市仅15英里，是一所私立文理学院。自1926年建校以来，学校始终坚持牛津剑桥教学系统（Oxford/Cambridge System），关注学生个性化发展和师生一对一交流，并通过严格的教学要求在美国高等教育系统中独树一帜。
学校秉承自由的学风，主张给予学生有深度的教育。自主性，灵活性，个性化是学校与众不同的理念。
莎拉劳伦斯学院在历史，写作，艺术，表演，音乐等学科享有很高的赞誉，近90年来为美国社会培养了无数作家，音乐家，艺术家，社科研究者等具有极大贡献的人。其中知名校友包括：拉姆·伊曼纽尔（前白宫幕僚长，前任美国总统奥巴马的幕僚，芝加哥市长）；王薇薇（Vera Wang，国际知名婚纱设计师）；J·J·艾布斯（著名导演，剧作家，制片人，代表作品有《迷失》，《碟中谍》，《星际迷航》等电视电影作品）；小野洋子（日裔美籍音乐家、先锋艺术家，约翰·列侬的遗孀）；芭芭拉·沃尔特斯（著名的美国广播公司主播和记者）。

## 学校历史
莎拉劳伦斯学院在1926年由房地产巨头William Van Duzer Lawrence在他威斯特切斯特县的地产上建立并纪念他的妻子莎拉。学校最初是为了给女性提供严格的艺术和人文的教育。在1968年，学校决定成为男女同校制，在这之前,学校考虑过跟普林斯顿大学合并的可能，但董事会最终决定保持独立。

## 排名
2007年，The Best College for You杂志 授予莎拉劳伦斯“年度大学”的称号以表彰它在写作课程上的出色表现。
2007年的安纳波利斯会议上，学校曾经因为和《美国新闻与世界报道》的分歧无法解决（莎拉劳伦斯坚持不参考SAT成绩）而宣布退出排名，自2008年起学院不再参加排名。学校在《美国新闻与世界报道》中的最后一次排名是国家级文理学院第45名。
2008年，福布斯杂志在它们的第一期大学排名中将莎拉劳伦斯评为全美最好的大学第25名，是福布斯全美百佳大学之一。
2011年，普林斯顿评论将莎拉劳伦斯评为全美课堂讨论最好的大学。
2012年，普林斯顿评论将莎拉劳伦斯的教授评为全美第一名。
2013年，在美国世界与新闻报道的高中导师推荐的文理学院排名中莎拉劳伦斯位列第27名。
2015年，在美国著名高等教育杂志US NEWS 全美文理学院排名中，排在了全美第59名

## 学术
莎拉劳伦斯学院以严格的学术要求闻名，普林斯顿评论杂志给学校的学术打分是97。学校师生比为10:1，所有课程均由教授讲述，没有教学助理的参与。在本科阶段，学校提供文科学士的学位。学校同样拥有一个小而出众的研究生院，提供写作，教育，舞蹈，舞台等硕士课程。
学校在全球数个国家拥有海外学习项目，包括牛津大学，佛罗伦萨，伦敦，哈瓦那和柏林等地。同时学校还和数所知名院校拥有交换项目，包括地处纽约市的新学院，加利福尼亚的匹泽学院和加州艺术学院以及东京的津田塾大學。

## 流行文化
莎拉劳伦斯向来都是一所前卫自主的大学，激进的学生群体和地处纽约的地理位置给学校带来了很多与流行文化的相辅相成。下面是几个学校在流行文化中的表现：
1999年的電影對面的惡女看過來中主角凱特离家到莎拉劳伦斯上学。
2004年的电影恋恋笔记本中主角艾丽离家到莎拉劳伦斯上学。
HBO剧集明星伙伴中的洛依德毕业于莎拉劳伦斯。
小说公主日记中的主角米亚被莎拉劳伦斯录取并入学，有意思的是在2001年的电影版中安妮·海瑟薇扮演了米亚的角色，而她的弟弟是学校的校友。
电视剧绯闻女孩中的主角布莱尔·沃尔多夫尝试入学莎拉劳伦斯却被拒绝，而他的朋友埃里克则好运一点在第四季他被录取并入学。

## 学费和奖学金
莎拉劳伦斯学院素来以及其昂贵的学费闻名，学校一度是全球最贵的大学本科院校。根据CNN在2013年的报道，莎拉劳伦斯学院是现在美国最贵的大学。 学校2014-2015学年的学费为49680美元。学校表示大部分的学费都用于雇佣高水平的教授，为了维持低师生比、一对一的师生会面和以个性化为主的教育方式。
尽管如此，学校依旧会为有需求的学生提供高额的助学金，据学校统计，学校的平均奖学金为36,900美元。大约有六成学生能拿到不同数额的资助。

## 体育
莎拉劳伦斯学院的吉祥物是狮鹫（Gryphons），2013年学校给吉祥物取名古德里克。学校目前资助美国大学体育联盟 NCAA 15支校际级别运动队，包括男子篮球，男／女子排球，男／女子游泳，男／女子足球，马术，男／女子赛艇，男／女子网球，男／女子越野跑，垒球以及男／女子网球。
学校在2012年申请加入NCAA Division III，2013-2017年学校拥有观察成员资格。学校是Hudson Valley Intercollegiate Athletic Conference的骄傲成员，但为了更高水准的竞技，2013年5月学校宣布将在2014赛季加入天际联盟（Skyline Conference），一个包括叶史瓦大学和纽约大学理工学院的大纽约市NCAA赛区。
莎拉劳伦斯在游泳和网球上有不错的水准，女子游泳已经连续蝉联五届赛区冠军。 学校近年来在体育的投入上增大，不仅修建了一个现代化的运动场馆，更将学校参与校际运动比赛的学生比例提高到15%左右，近些年随着增大的体育联盟和项目的投入，沙拉劳伦斯学院的不同项目，包括男子篮球，女子排球都有了学院的历史性的突破和提高。

## 著名校友与教师
- 拉姆·伊曼纽尔（前芝加哥市长）
- Vera Wang（国际知名婚纱设计师）
- J. J. Abrams（导演，剧作家，制片人）
- 爱丽丝·华克（知名作家，作品包括《The Color Purple》）
- 小野洋子（日裔美籍音乐家、先锋艺术家，约翰·列侬的遗孀）
- 茱莉安娜·玛格里斯 (美国著名演员，艾美奖和金球奖得主）
- 万宝宝（社交名媛，珠宝设计师。中国国际贸易促进会会长万季飞的女儿，亦即中共元老万里的孙女）
- 芭芭拉·沃尔特斯（著名的美国广播公司主播和记者）
- 演员卡利·艾域士、瓊安·伍華德和凱瑞·費雪
- 诗人玛丽·豪尔（英语：Marie Howe）和作家愛麗絲·華克
- 2014年普利策奖获得者维杰·塞夏德利（英语：Vijay Seshadri）在学校教授写作课程
- 富兰克林·德拉诺·罗斯福三世从1977年起在学校教授经济课程
- 伊莉莎白·揚·布魯爾(傳記作家)

学校还有为数众多的虚构校友。电视剧威尔与格蕾丝中的Karen Walker曾不止一次提到自己毕业于莎拉劳伦斯，而在小说壁花少年中，查理的妹妹坎迪斯选择去“那所东北部叫莎拉劳伦斯的文理学院”。

## 轶闻
著名演员艾玛·罗伯茨曾与2011年就读莎拉劳伦斯。
学校在每学期的期末会举办一个午夜早餐的活动，这么做的理由是大家都被作业折腾到半夜十分需要吃点东西。
2014年国家广播公司的剧集Believe在莎拉劳伦斯取景，巧合的是该剧的制片人正是学校的校友J. J. Abrams。
莎拉劳伦斯的非正式吉祥物是一只黑色的松鼠。
学校每年举办纽约州最大的非营利性诗歌节。